# Shuotherium
Shuotherium is een geslacht van uitgestorven zoogdieren dat behoort tot de Yinotheria. Het leefde tussen het Midden- en Laat-Jura (Batonien - Oxfordien, ongeveer 167 - 155 miljoen jaar geleden) in China en zijn fossiele overblijfselen zijn gevonden in Azië en Europa.

## Naamgeving
Het geslacht Shuotherium werd in 1982 door Chow Minchen en Tom Rich, op basis van een onderkaak met tanden gevonden in China, in de provincie Sichuan, daterend uit het begin van het Laat-Jura (Oxfordien); de typesoort is Shuotherium dongi. De geslachtsnaam is afgeleid van Shu, een oude naam voor Sichuan en combineert dit met therium, een algemene aanduiding voor een zoogdier. De soortaanduiding eert Dong Zhiming.
Een tweede soort, gebaseerd op holotype IVPP 7467, een bovenste rechtermolaar en afkomstig uit dezelfde afzetting waar de typesoort werd gevonden, is Shuotherium shilongi, in 1998 benoemd door Wang, Clemens, Hu en Li. De soortaanduiding is een combinatie van shi, 'steen', en long, 'draak'. Zij verwijst zowel naar het dorp Shilongzhai, als naar professor Chow Minchen die zichzelf de Shilongzi noemde, de 'steendraakman'.
Andere fossielen toegeschreven aan Shuotherium zijn gevonden in Engeland in iets oudere bodems (Bathonien), in de Forest Marble-formatie.

## Beschrijving
Dit dier, dat alleen bekend is van zijn tanden en kaken, moet zo groot zijn geweest als een rat. De onderste kiezen hadden een ongebruikelijke vorm: het bekken van de talonide bevond zich voor de trigonide, een geheel andere opstelling dan die van de typische tribosfenische kiezen. In dit 'pseudotribosfenische' kanaal werd de mesiale cingulide verbreed om een pseudotalonide te vormen, en het distale talonide was onderontwikkeld. De onderkaak was dun en langwerpig, zoals die van de australospheniden, maar verschilde van de laatste doordat hij een meer ontwikkelde postdentaire verlaging had. Er waren vier premolaren en drie kiezen. Bovendien was de structuur van de laatste premolaar opmerkelijk vergelijkbaar met die van australospheniden.

## Fylogenie
Shuotherium is een raadselachtig zoogdier, vanwege de ongebruikelijke structuur van de kiezen; door de jaren heen is het beschouwd als een zeer gespecialiseerde docodont, een afwijkende symmetrodont of een naaste verwant (of zelfs een lid) van de Australosphenida. Het is mogelijk dat de typische anterolinguale cingulide die typisch is voor australosphenide molaren een 'voorouder'-structuur was van de pseudotalonide die aanwezig is op Shuotherium-molaren (Kielan-Jaworowska et alii, 2002). Het is zeer waarschijnlijk dat Shuotherium een archaïsch lid was van de Yinotheria, de groep die ook de huidige Monotremata omvat (ingedeeld binnen de australospheniden). Een ander verwant dier moet Pseudotribos zijn geweest.